# Atonal musik
Atonal musik er musik som ikke har et tonalt centrum omkring en grundtone, modsat dur/mol-tonalitet eller modal musik.
Den atonale musik fødtes for alvor med Den 2. wienerskoles ekspressionisme omkring 1909. Her opgav komponisterne de harmoniske regler som havde præget den vestlige musik siden renæssancen.
| Musik | Spire Denne musikartikel er en spire som bør udbygges. Du er velkommen til at hjælpe Wikipedia ved at udvide den. |